# Raton
Raton város az USA Új-Mexikó államában, Colfax megyében, melynek megyeszékhelye is. Lakosainak száma 6041 fő (2020. április 1.).

## Népesség
A település népességének változása:
| Lakosok száma | 1255 | 6885 | 6041 |
|               | 1890 | 2010 | 2020 |